# Cymatium parthenopeum
Cymatium parthenopeum är en snäckart som först beskrevs av von Salis 1793.  Cymatium parthenopeum ingår i släktet Cymatium och familjen Ranellidae. Inga underarter finns listade i Catalogue of Life.

## Bildgalleri

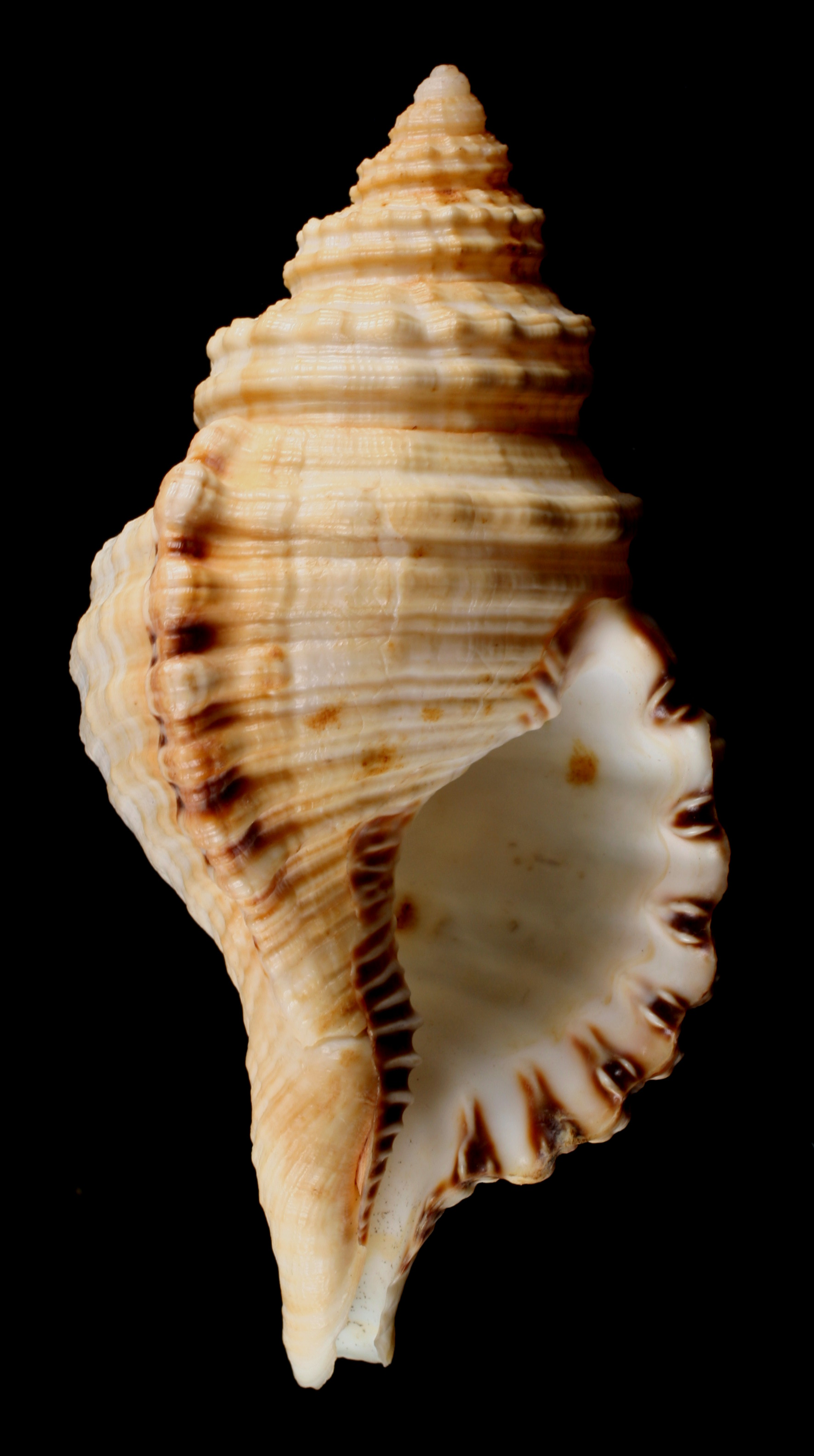
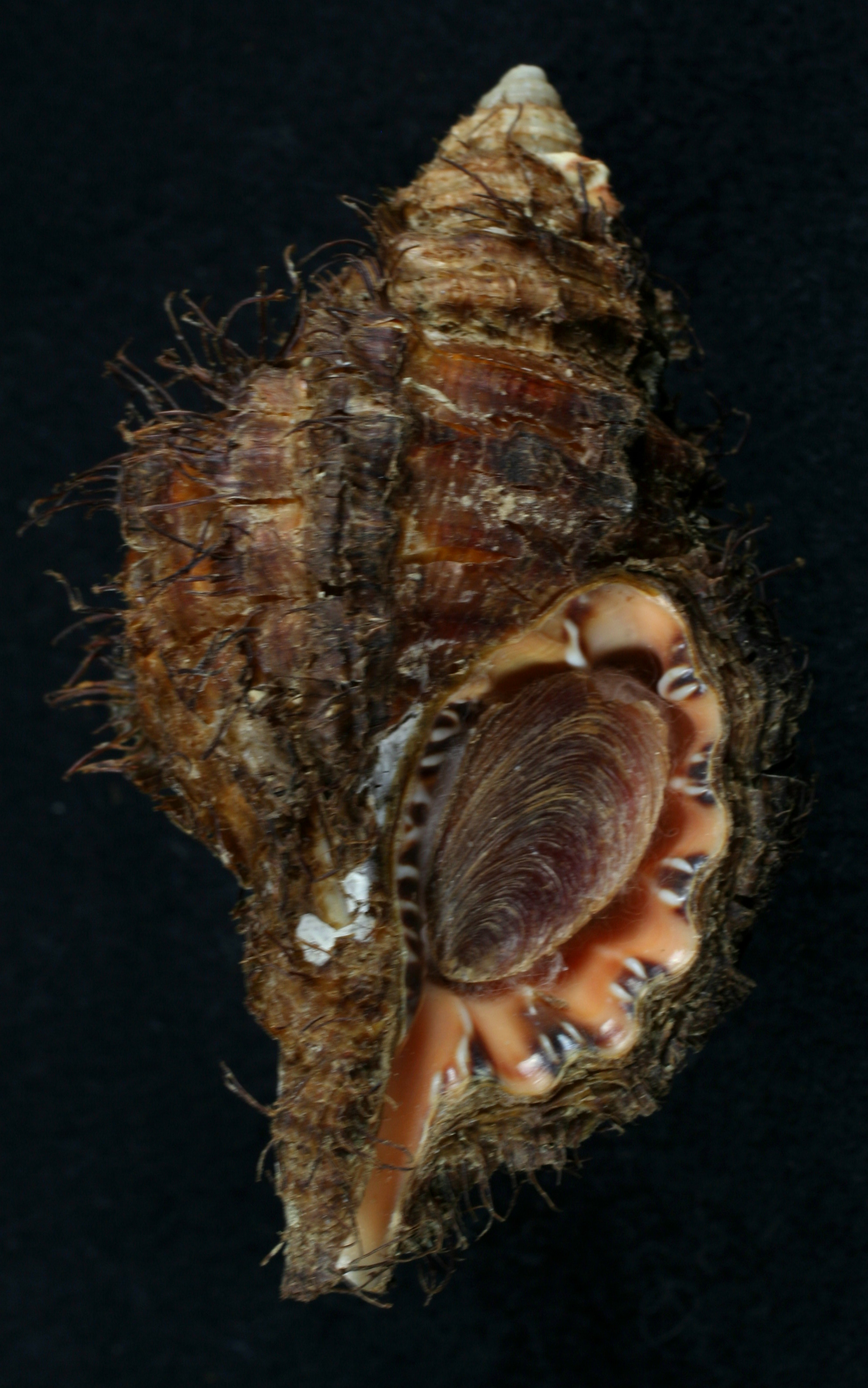
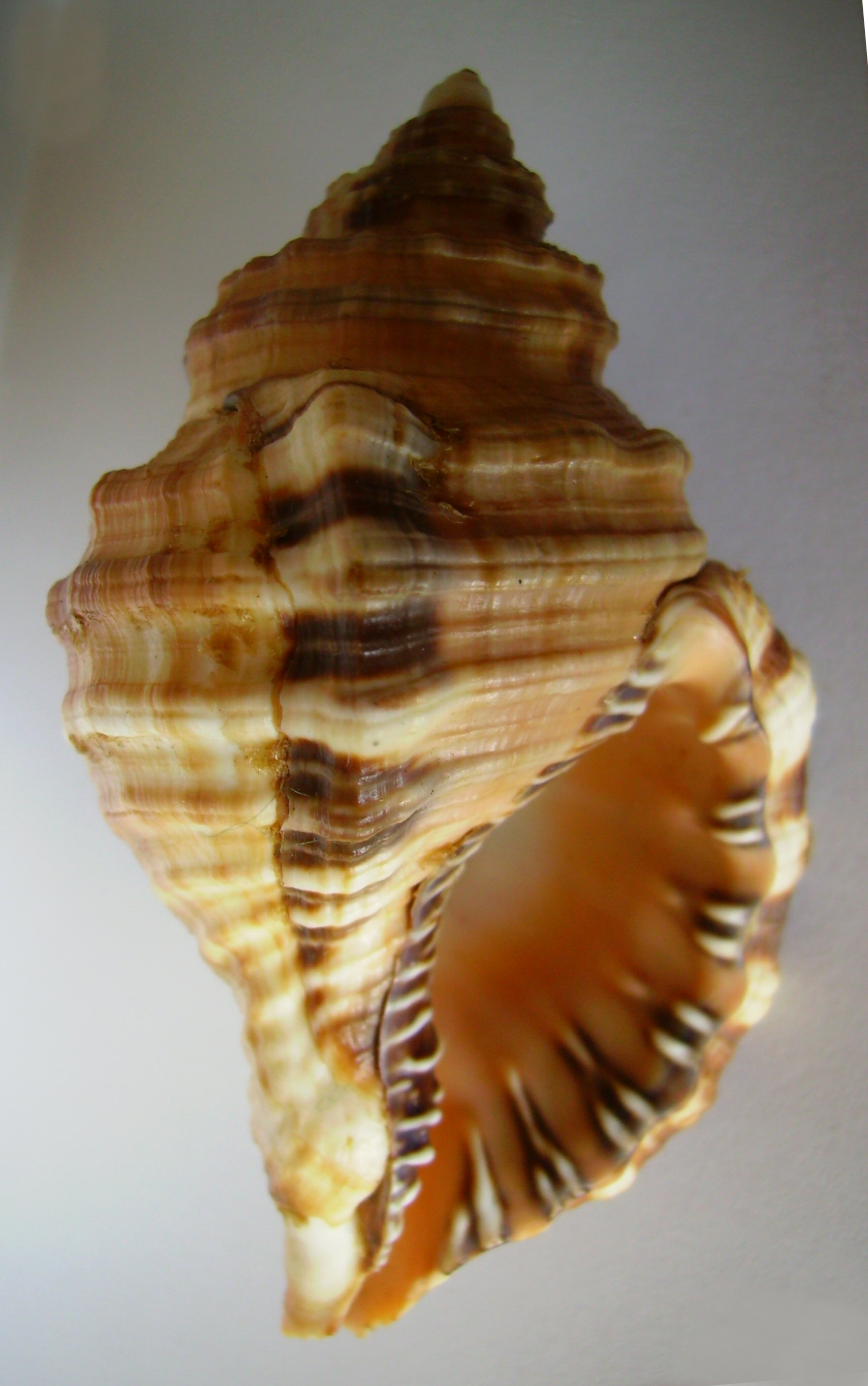
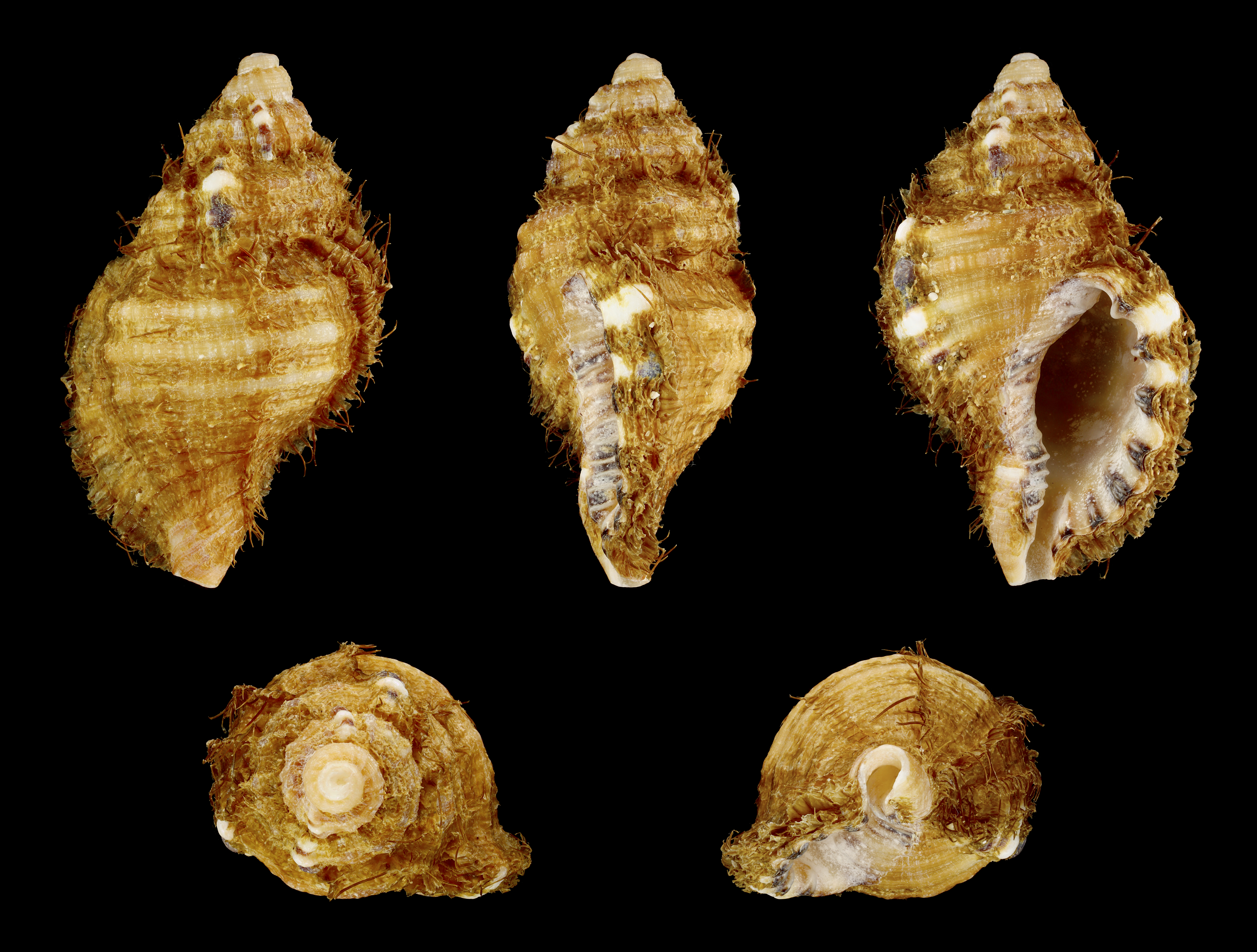